# 削岩機

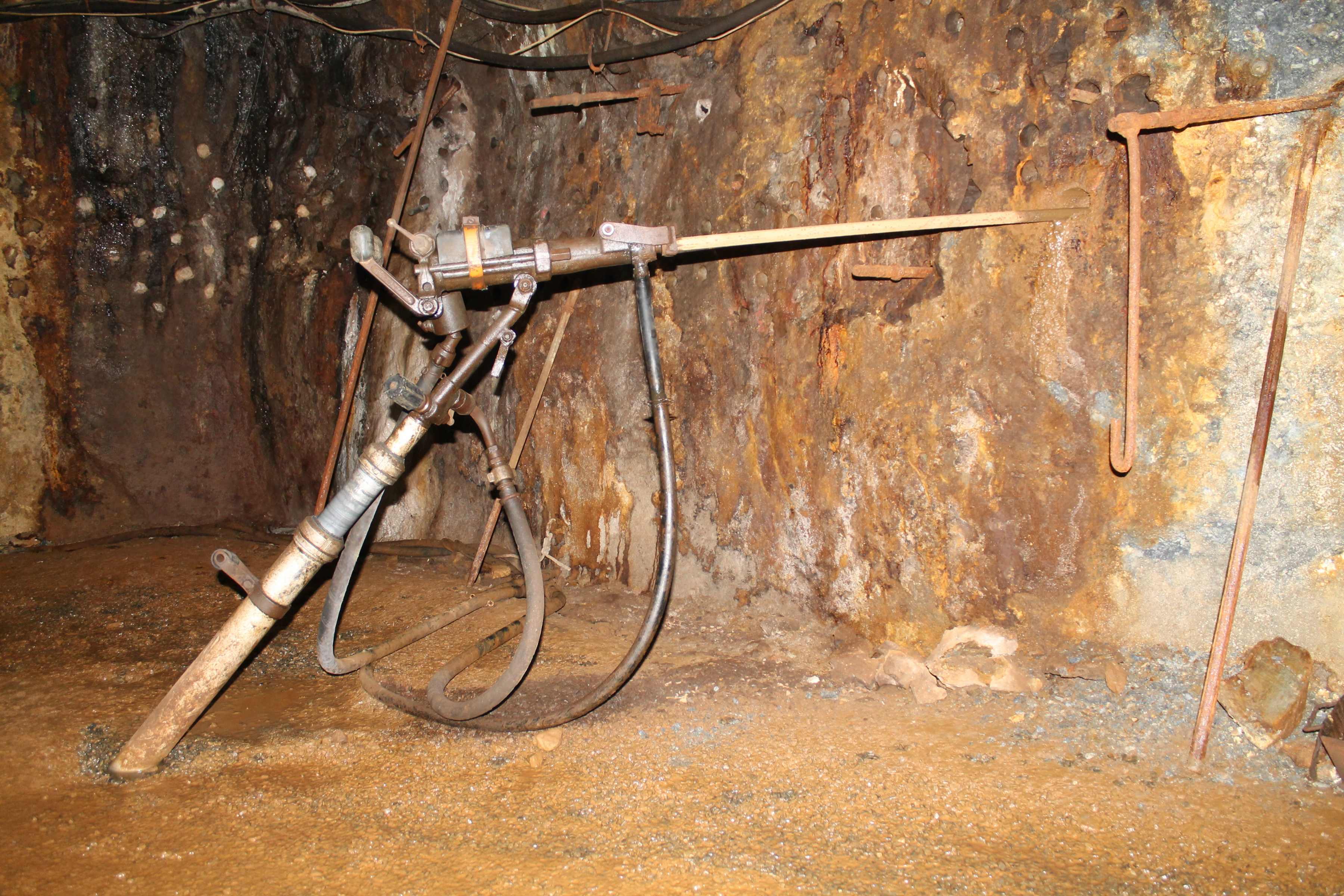
削岩機

削岩機とは金属の棒を反復して石に打ちつけることで削岩する建設機械である。
トンネル工事、鉱山、コンクリートなどの解体工事で広く使用されている。
英語ではドリフタードリル(Drifter drill)やロックドリル(Rock drill)と呼ばれ、削岩機の世界的シェアを誇る古河ロックドリルの社名はこれに由来する。
明治以前に人力削岩で使用されていたロックバー（Rock bar）が動力化された物でドリルとはロックバーを連続反復して石に打ちつけることを意味している。
毎分2000〜5000回の打撃に毎分100〜400回の回転運動を加えて打ち付ける。
動力には油圧式と圧縮空気式があり、手持ち式の小型の物は圧縮空気式が多いが重機など大型の物は効率の高い油圧式が主流になっている。
最初の圧縮空気機構を備えた掘削機は1914年にファインによって製造され、特許が申請された。